# Medaille voor de 60e Verjaardag van de Overwinning in de Grote Patriottische Oorlog
De Medaille voor de 60e Verjaardag van de Overwinning in de Grote Patriottische Oorlog (Russisch: "Медаль 60 лет Победы в Великой Отечественной войне 1941-1945", "Jubilejnaja Medal «60 let Pobedy v Velikoj Otchestvennoj vojne 1941-1945 gg"), werd op 28 februari 2004, ruim op tijd voor de viering van de overwinningen op Duitsland en Japan in mei en augustus 1945, ingesteld. In Rusland wordt de Tweede Wereldoorlog de Grote Vaderlandse Oorlog genoemd.
Dezelfde herinneringsmedaille werd behalve in de Russische Federatie ook in Oekraïne en Wit-Rusland uitgereikt.
De medaille was bestemd voor veteranen van leger, vloot en luchtmacht, partizanen, het ondergrondse verzet, dragers van de twee overwinningsmedailles, dragers van de medailles voor heldhaftig werk, voor de inwoners van Leningrad en de dragers van verschillende defensiemedailles voor de verdediging van steden. Ook arbeiders die tijdens de oorlog zes maanden werkten, minderjarige gevangenen in Duitse kampen en getto's en vreemdelingen die voor hun bijdrage aan de strijd door de Sovjet-Unie werden gedecoreerd.
Op 7 september 2010 werd deze medaille in een Presidentieel Decreet van de lijst van onderscheidingen van de Russische Federatie geschrapt. Men mag de medaille nog wel dragen.

## De medaille
Op de voorzijde van de ronde medaille, met een diameter van 32 millimeter is de ster van de Orde van de Overwinning met daaronder de jaartallen "1945" en "2005" afgebeeld. Het materiaal is het goekope Tombak.
Op de keerzijde staat binnen een lauwerkrans de opdracht "60 лет Победы в Великой Отечественной войне 1941–1945" (Russisch: De 60e Verjaardag van de Overwinning in de Grote Patriottische Oorlog).
De medaille hangt aan een vijfhoekig opgemaakt rood lint met een brede zwart-geel gestreepte bies in de kleuren van de Orde van Sint-George (Rusland) of de Orde van de Glorie.
De medaille wordt op de linkerborst gedragen.  Op een dagelijks uniform mag men een baton in de kleuren van het lint dragen.